# Condado de Sonoma

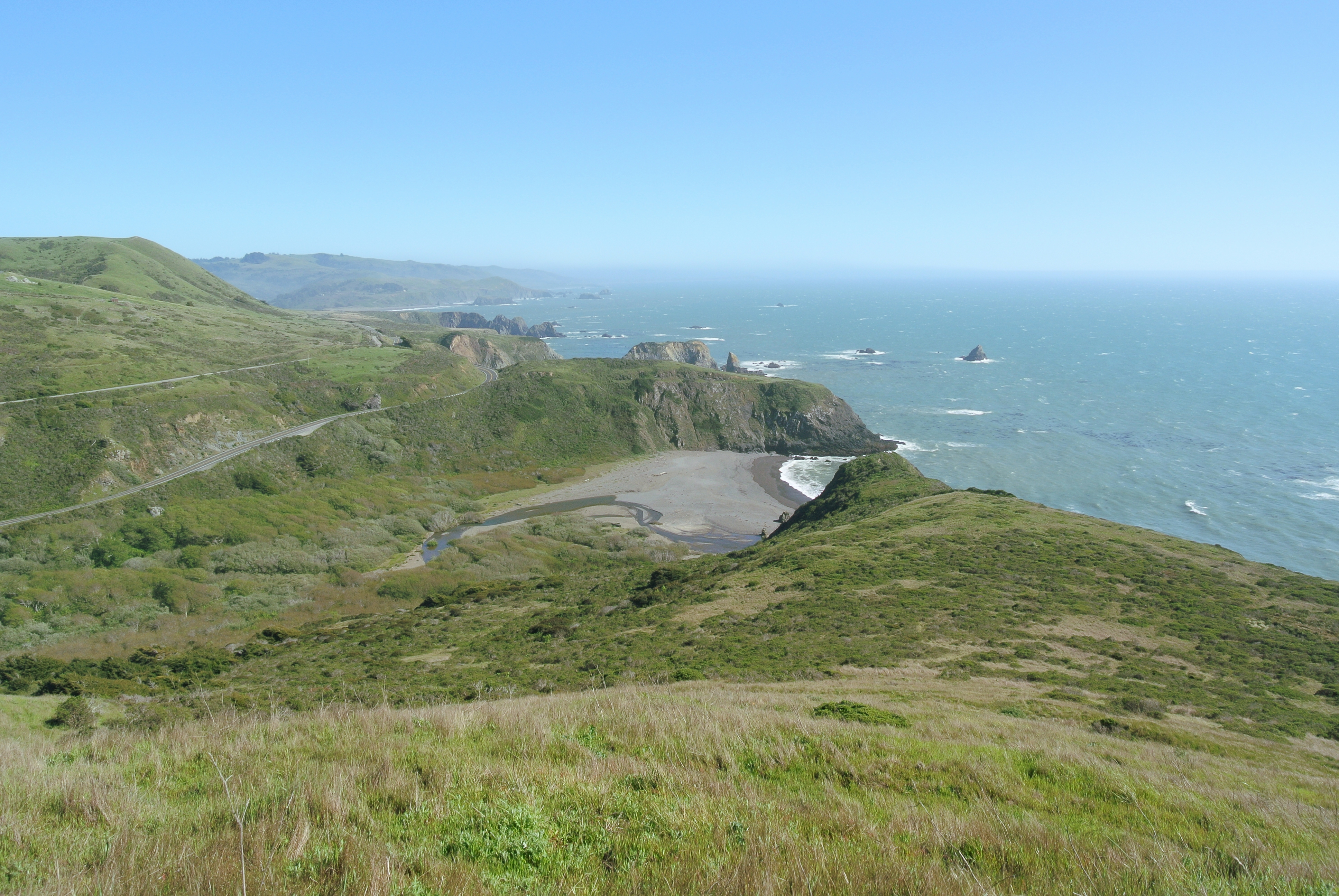
Costa y Ruta Estatal de California 1 al norte de Jenner

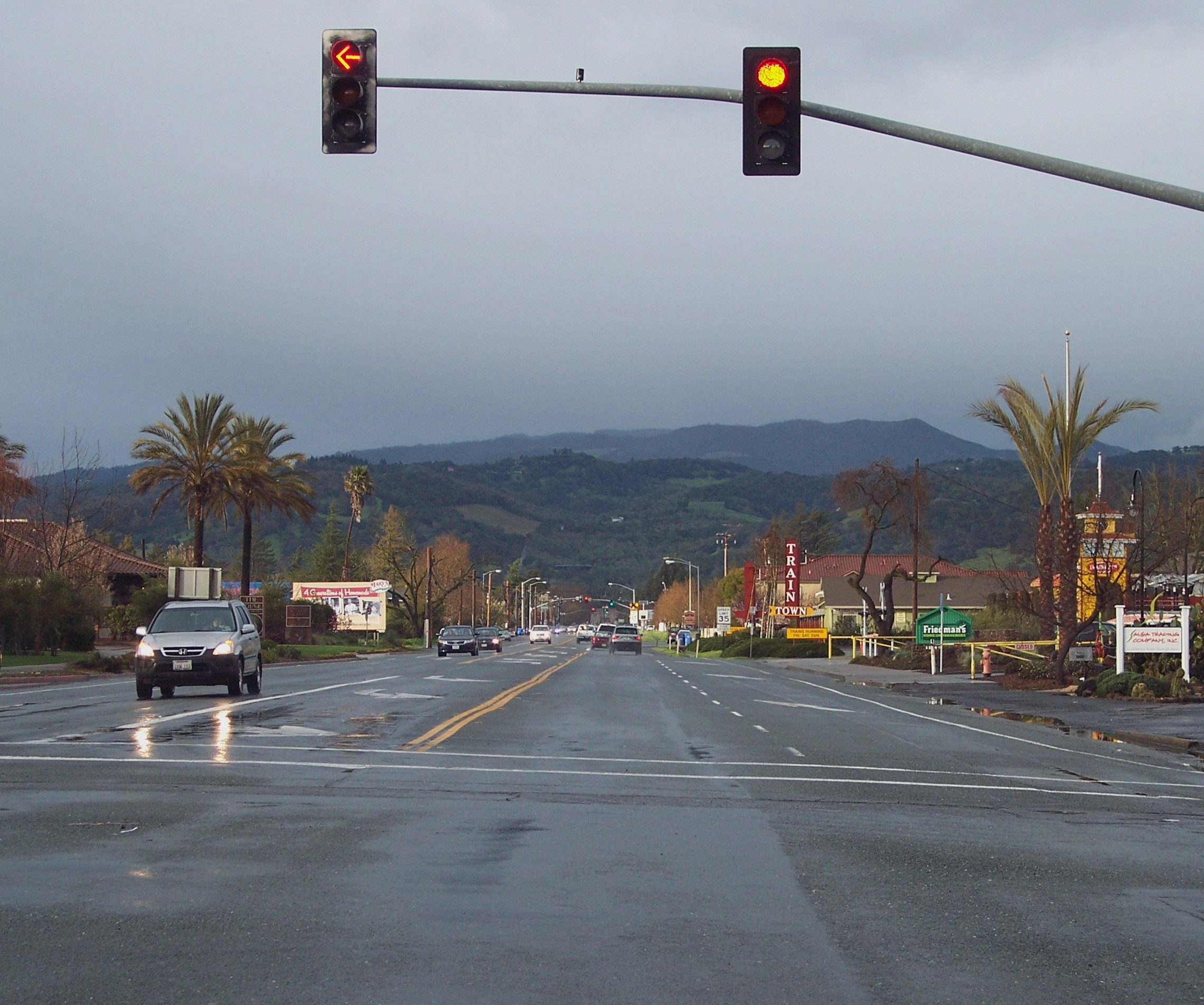
Ruta Estatal de California 12 en Sonoma

El condado de Sonoma (en inglés: Sonoma County), fundado en 1850, es uno de 58 condados del estado estadounidense de California. En el año 2008, el condado tenía una población de 466 741 habitantes y una densidad poblacional de 112 personas por km². La sede del condado es Santa Rosa. El condado es conocido por ser uno de los condados que más producen vino en los Estados Unidos. El condado forma parte del Área de la Bahía de San Francisco.

## Geografía
Según la Oficina del Censo, el condado tiene un área total de 4579,1 km², de la cual 4081,8 km² es tierra y 497,3 km² (10.88%) es agua.
Es conocida porque allí se rodó la película de terror dirigida por Wes Craven de nombre Scream

### Condados adyacentes
- Condado de Mendocino (norte)
- Condado de Napa (noreste)
- Condado de Solano (este)
- Condado de Marin (sur)
- Océano Pacífico (oeste)

### Localidades

#### Ciudades
Cloverdale |
Cotati |
Healdsburg |
Petaluma |
Rohnert Park |
Santa Rosa |
Sebastopol |
Sonoma |
Windsor 

#### Lugares designados por el censo
Bloomfield |
Bodega Bay |
Boyes Hot Springs |
Carmet |
Cazadero |
El Verano |
Eldridge |
Fetters Hot Springs-Agua Caliente |
Forestville |
Glen Ellen |
Graton |
Guerneville |
Larkfield-Wikiup |
Monte Río |
Occidental |
Penngrove |
Roseland |
Salmon Creek |
Sea Ranch |
Sereno del Mar |
Temelec |
Timber Cove |
Valley Ford 

#### Áreas no incorporadas
Annapolis |
Asti |
Bodega |
Camp Meeker |
Duncans Mills |
Freestone |
Fulton |
Geyserville |
Guernewood Park |
Jenner |
Kenwood |
Lakeville |
Mark West |
Mark West Springs |
Río Dell |
Río Nido |
Schellville |
Stewarts Point |
Two Rock |
Venado |
Villa Grande |
Vineburg 

## Demografía
En el censo de 2000, había 458 614 personas, 172 403 hogares y 112 406 familias residiendo en el condado. La densidad poblacional era de 112 personas por km². En el 2000 había 183 153 unidades habitacionales en una densidad de 45 por km². La demografía del condado era de 81,60% blancos, 1,42% afroamericanos, 1,18% amerindios, 3,07% asiáticos, 0,20% isleños del Pacífico, 8,44% de otras razas y 4,09% de dos o más razas. 17,34% de la población era de origen hispano o latino de cualquier raza.
Según la Oficina del Censo en 2000 los ingresos medios por hogar en la localidad eran de $53 076, y los ingresos medios por familia eran $61 921. Los hombres tenían unos ingresos medios de $42 035 frente a los $32 022 para las mujeres. La renta per cápita para la localidad era de $25 724. Alrededor del 8,10% de la población estaban por debajo del umbral de pobreza.

## Transporte

### Principales autopistas
- U.S. Route 101
- Ruta Estatal de California 1
- Ruta Estatal de California 12
- Ruta Estatal de California 37
- Ruta Estatal de California 116
- Ruta Estatal de California 121
- Ruta Estatal de California 128